# Pra jiad

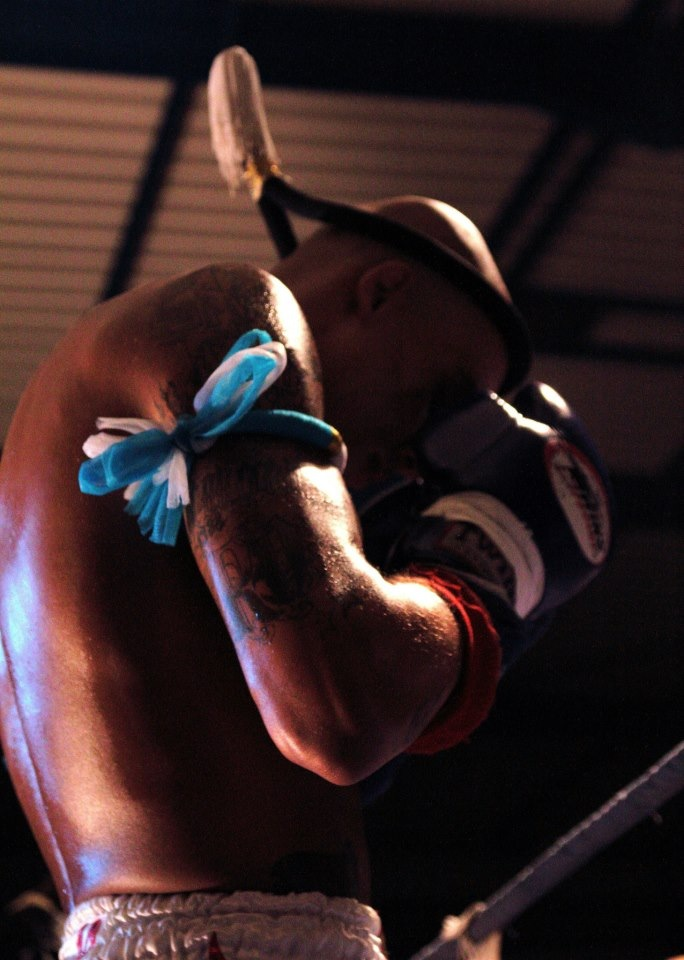
Pra Jiad

Een pra jiad is een soort armband die gedragen wordt door thaiboksers. In het verleden kregen de vechters ze als talisman. Tegenwoordig worden pra jiads veelal aan thaiboksers overhandigd om ze extra vertrouwen te geven. Sommige vechters dragen één pra jiad, anderen hebben er één om elke bovenarm. Sommige sportscholen maken gebruik van een kleursysteem, waarbij de kleur van de pra jiad aanduidt welk niveau de drager ervan heeft, net als banden bij onder andere karate. Volgens gebruik werden pra jiads op een hooggelegen plek bewaard, omdat geloofd werd - en vaak nog wordt - dat de armband zijn mystieke kracht verloor als iemand eroverheen stapte.